# ناحیه کولاب
ناحیهٔ کولاب (به تاجیکی: Ноҳияи Кӯлоб) یکی از ناحیه‌های اداری ولایت ختلان است که در جنوب کشور تاجیکستان جای دارد و مرکز این ناحیه، جماعت کولاب است.

## مردم
بر پایهٔ آمار سال ۲۰۰۹ میلادی، این ناحیه ۸۹٫۴۰۰ نفر جمعیت داشته که تراکم جمعیتی آن ۶۲۳٬۰ نفر در کیلومترمربع است. شغل بیشتر اهالی این ناحیه، کشاورزی، باغ‌داری است.

## حکومت
سرور ناحیهٔ کولاب، رئیس حکومت آن است که توسط رئیس جمهور تاجیکستان برگزیده می‌شود، نهاد قانونگذاری ناحیهٔ کولاب، مجلس نمایندگان خلق می‌باشد که توسط رأی‌دهندگان این ناحیه برای ۵ سال انتخاب می‌شوند.

## تقسیمات
جماعت‌های این ناحیه بشرح زیر است:
| بخش‌های ناحیهٔ کولاب |       |
| جماعت (بخش)        | جمعیت |
| ضرب‌دار             | ۱۶۲۴۰ |
| کولاب              | ۱۱۹۶۹ |
| زیرکی              | ۲۱۵۲۲ |
| دهنه               | ۲۱۳۲۰ |